# Baobokin
Baobokin est une localité située dans le département de Kaya de la province du Sanmatenga dans la région Centre-Nord au Burkina Faso.

## Géographie
Baobokin est situé à 3 km au nord-ouest de Basnéré, à environ 30 km au nord-ouest du centre de Kaya, la principale ville de la région. Le village est à 4 km de la route nationale 15 reliant à Kaya à Kongoussi.

## Histoire
En juillet 2019, Baobokin a été le premier village du département de Kaya à accueillir une centaine de déplacés internes fuyant les attaques djihadistes terroristes du nord de la région et venant principalement des villages du nord de la commune de Barsalogho.

## Éducation et santé
Les centres de soins les plus proches de Baobokin sont les centres de santé et de promotion sociale (CSPS) des secteurs de Kaya et son centre hospitalier régional (CHR).